# Резник, Борис Яковлевич
Борис Яковлевич Резник (5 января 1929, Одесса — 8 декабря 1997, Одесса) — советский и украинский учёный-педиатр, доктор медицинских наук, профессор, член-корреспондент НАН Украины, Действительный член АМН Украины (с 1992 года), заведующий кафедрой детских болезней Одесского государственного медицинского университета (1972—1997), Народный депутат Украины 1-го созыва, депутат Верховного Совета УССР 10—11-го созывов. Лауреат Государственной премии УССР в области науки и техники (1979) и Государственной премии Украины в области науки и техники (1997), автор свыше 300 научных работ, в том числе 14 монографий и 2 учебников для студентов медицинских вузов.

## Биография
Родился в семье врачей — гигениста Якова Борисовича Резника и педиатра-ревматолога Полины Семёновны (Песи Шлёмовны) Сосновой. В годы войны находился в эвакуации в Самарканде.
В 1950 году с отличием окончил Одесский медицинский институт. Свою трудовую деятельность начал в Донецкой области, где он работал участковым педиатром, ординатором Славянского курорта, а затем организатором и заведующим отделением в детской больнице г. Кадиевка. В 1957 году Борис Яковлевич стал ассистентом, а с 1959 года — заведующий кафедрой детских инфекционных болезней Донецкого медицинского института им. М. Горького, возглавлял кафедру педиатрии того же института. В 1957 году Резник защитил кандидатскую диссертацию на тему: «Материалы к характеристике высшей нервной деятельности в восстановительном периоде полиомиелита у детей». В 1964 году защитил докторскую диссертацию на тему: «Реактогенность и иммунологическая реактивность ассоциированной коклюшно-дифтерийно-столбнячный вакцины при иммунизации детей с различным состоянием здоровья». Член КПСС с 1975 года.

## Научная деятельность
Спектр научных исследований академика Резника всегда определялся актуальностью проблем клинической педиатрии. Его работы по вопросам профилактики детских инфекционных болезней были весомым вкладом в разработку обоснованных показаний и противопоказаний к профилактическим прививкам у детей, которое было закреплено соответствующими решениями Минздрава СССР. Он разработал теоретические основы иммуногенеза у детей при вакцинации. Работа этого периода обобщённая монографиями:
- «Менингиты у детей» (1971),
- «Электрокардиография в педиатрии» (1972),
- «Профилактические прививки в практике педиатра» (1975) и другие.

С 1972 года профессор Резник возглавлял коллектив кафедры детских болезней педиатрического факультета Одесского медицинского института. Его научные поиски сосредоточились на важнейших направлениях современной педиатрии: врождённые и наследственные заболевания, неонатология, пульмонология, вопросы детского питания, гематология. Большой клинический опыт и глубокие исследования по проблемам заболеваний крови стали основой для создания таких монографий как «Гематология детского возраста с атласом миелограммы» (1975) и «Практическая гематология детского возраста» (1989).
Под руководством Б. Я. Резника был выполнен комплекс работ на молекулярно-клеточном уровне с изучением процессов биоэнергетики и состояния клеточных мембран. Это стало основанием для создания программы дифференциальной метаболической терапии гипоксических состояний у детей (при острой пневмонии, респираторном дистресс-синдроме у новорождённых), которая была введена в практику лечебных учреждений и способствовала снижению детской смертности в нашей стране.
Широкое отраслевое, межотраслевое и международное сотрудничество, в том числе с клиникой Д. Газлини (Генуя, Италия), способствовало разработке молекулярно-генетических основ диагностики и профилактики врождённой и наследственной патологии детского возраста и созданию системы медико-генетического консультирования в Одессе. Были предложены принципиально новые методы пренатальной диагностики наследственных заболеваний (муковисцидоз, гемофилия, фенилкетонурия и др); созданы мониторинг и компьютерная диагностика врождённых пороков развития; усовершенствованы методы прогнозирования рождения больного ребёнка, одна из этих работ награждена серебряной медалью ВДНХ (1991 года).
Академик Резник внес большой вклад в решение проблемы одного из самых распространённых наследственных заболеваний — муковисцидоза. На основе глубокого изучения патогенеза этого заболевания была разработана система комплексной терапии, которая признана на международных конгрессах по муковисцидозу (Будапешт, 1986 год; Осло, 1987 год; Арлингтон, США, 1990 год). Разработана метаболическая терапия муковисцидоза и этапная реабилитация детей в созданном местном санатории помогла значительно продлить и улучшить жизнь этих больных. Совместно с Международной Интегрированной Ассоциацией здравоохранения (Великобритания) выполнялась программа «TACIS-Lien» (помощь семьям детей, больных муковисцидозом); проводилась общая научная работа с британскими врачами из Королевского Бромптонского госпиталя, Европейским сообществом помощи детям с муковисцидозом. За цикл работ в области медицинской генетики, в том числе «Наследственные заболевания и врождённые пороки развития в перинатальной практике» академик АМН Борис Яковлевич Резник был удостоен Государственной премии Украины 1997 года.
Он был одним из инициаторов и организаторов Первого международного симпозиума педиатров породнённых городов, в котором принимали участие учёные из Венгрии, Италии, Финляндии, Болгарии, России. Творческое научное сотрудничество постоянно осуществлялось с венгерскими, итальянскими и японскими коллегами. Академик Резник неоднократно докладывал на международных конгрессах и симпозиумах и достойно представлял Украину во многих странах мира.
Борис Яковлевич Резник — автор более 300 научных работ, в том числе 14 монографий, 2-х учебников для студентов медицинских вузов, один из них — «Детские болезни», выдержавший три издания, а Борис Яковлевич как соавтор отмечен Государственной премией УССР в области науки и техники 1979 года.

### Ученики
Большой творческий потенциал, неординарность и глубина мышления в разработке новых научных направлений позволили академику Б. Я. Резнику стать основателем современной Одесской педиатрической школы. Он подготовил 10 докторов и около 50 кандидатов медицинских наук. Трое учеников Бориса Яковлевича являются заведующими педиатрическими кафедрами Одесского национального медицинского университета — член-корреспондент АМН Украины Н. Л. Аряев, лауреат Государственной премии Украины Игорь Бабий, заслуженный деятель науки и техники А. В. Зубаренко.

## Общественная деятельность
Учёный проводил большую общественную работу. Был народным депутатом Украины трёх созывов, членом Правления Украинской Ассоциации детских врачей, председателем Одесской Ассоциации педиатров, членом редакционных коллегий многих медицинских журналов. Одной из последних идей, с блеском превращённых в жизни, стала организация городского многопрофильного детского лечебно-профилактического центра, влился в структуру городской детской больницы № 1.